# 정읍 송정
송정(松亭)은 대한민국 전북특별자치도 정읍시 칠보면 무성리에 있는 건축물이다. 1990년 6월 30일 전북특별자치도의 문화재자료 제133호로 지정되었다.

## 개요
성황산 동쪽 중턱에 자리잡고 있는 송정은 7광, 10현들이 모여 자연을 벗삼아 시를 지어 읊으며 즐기던 곳이다.
광해군(재위 1608∼1623) 시절 왕의 폭정이 극에 이르러 세상이 어지러웠다. 이에 벼슬을 버리고 낙향하여 송정에 모여 세상에 연연하지 않고 세월을 보내는 이들을 가리켜 7광·10현이라 일컬었다.
7광은 김대립·김응창·김감·안치중·송민고·이상향·이탁을 가리키며 10현은 깅응찬·김광·안치중·송민고·이탁·김관·김렴·김급·김우직·양몽우를 가리킨다.

## 현지 안내문
성황산 중턱에 자리한 송정은 조선 광해군의 폭정을 바로잡으려다 뜻을 이루지 못한 선비들이 시를 읇으며 세월을 보내던 곳이다. 어지러운 세상을 등지고 이곳에 모여, 유유자적하던 이들 선비를 가리켜 사람들은 7광(狂)·10현(賢)이라 일컬었다. 7광은 김대립·김응빈·김갑·송치중·송민고·이상형·이탁을 지칭한다. 10현은 김응빈·김감·송치중·송민고·이탁 외에 김관·김정·김급·김우직·양몽우 등을 가리킨다.

## 참고 자료
- 송정 - 국가유산청 국가유산포털